# Chiến tranh Ayutthaya – Myanmar
Chiến tranh Ayutthaya – Myanmar là cuộc chiến tranh giữa hai nước láng giềng ở Đông Nam Á. Vương quốc Ayutthaya là một trong những nhà nước tiền thân của Thái Lan hiện đại. Chiến tranh giữa hai nước không phải xảy ra một lần duy nhất, mà nhiều lần trong thời kỳ từ đầu thế kỷ 16 đến cuối thế kỷ 18, với sự tham gia của nhiều triều đại ở mỗi nước. Chiến trường của cuộc chiến tranh kéo dài này là hơn một nửa lãnh thổ Thái Lan hiện đại.

## Nguyên nhân
Những nguyên nhân sâu xa chính dẫn tới chiến tranh giữa hai nước được nhiều học giả đề cập nhất gồm:
- Nguyên nhân địa chính trị: có sự chồng tréo giữa mandala mà các vua của hai nước xây dựng;
- Nguyên nhân quốc phòng: kết cấu lãnh thổ của Myanmar dễ đổ vỡ.
- Nguyên nhân kinh tế: tranh chấp quyền kiểm soát các vị trí địa lý thuận lợi cho thương mại.

### Xung đột giữa hai mandala
Các vua Myanmar và vua Ayutthaya đều thành lập hệ thống mandala của mình. Ayutthaya cũng như Myanmar là các trung tâm và một số nhà nước nhỏ giữ địa vị chư hầu mặc dù vẫn giữ độc lập và có thể có vua riêng của họ hoặc có thủ lĩnh riêng. Vua Ayutthaya và vua Myanmar là vua của các vua trong hệ thống mandala của mình. Quan hệ giữa trung tâm và ngoại vi, hay quan hệ giữa vua Ayutthaya cũng như giữa vua Myanmar với các vua chư hầu là quan hệ ràng buộc bằng các quan hệ triều cống, kết hôn và đôi khi bằng cả vũ lực. Cho đến trước thế kỷ 16, hai hệ thống mandala của Ayutthaya và của Myanmar không có sự chồng chéo nào. Mandala Ayutthaya ở phía đông sông Thanlwin, còn mandala Myanmar ở phía tây. Tuy nhiên, cùng với sự phát triển của Ayutthaya lẫn của Myanmar, các vua của hai nước này muốn mở rộng phạm vi ảnh hưởng của mình. Đồng thời, có thể có một số nhà nước vốn giữ vị trí chư hầu trong mandala này lại muốn chuyển sang mandala kia vì những lý do nhất định.
Lãnh địa của người Môn ở ven biển Andaman từ thế kỷ 11 đã bị các vua người Miến thôn tính. Song người Môn đã giành được độc lập từ thế kỷ 13 và lập nên vương quốc Hanthawaddy. Cuối thế kỷ 14 đầu thế kỷ 15, nhà nước của người Môn này đã tự bảo vệ được chủ quyền của mình trước các cuộc tấn công của triều Ava. Sang thế kỷ 16, người Miến đã xây dựng được đế quốc thứ hai của mình, Taungoo. Vua Tabinshwehti của Taungoo đã chinh phạt Hanthawaddy để đưa lãnh thổ của người Môn trở về với Myanmar. Để kháng cự, người Môn đã xin sự bảo hộ của Ayutthaya và chấp nhận tham gia vào mandala của Ayutthaya. Đây là một nguyên nhân dẫn tới khiến Vua Tabinshwehti xuất binh đánh Ayutthaya. Với sự hậu thuẫn của Ayutthaya, người Môn thậm chí đã phản công vào kinh đô của Myanmar. Và Vua Bayinnaung sau khi đã trấn áp được người Môn liền tấn công trừng phạt Ayutthaya. Giữa thế kỷ 18, người Môn một lần nữa nổi dậy giành độc lập, và đã kết liễu triều Taungoo của người Miến. Song người Miến mau chóng thành lập đế quốc thứ ba của mình, Konbaung. Các vua nhà Konbaung theo chủ nghĩa bành trướng còn mạnh mẽ hơn cả các vua nhà Taungoo và một trong những mục tiêu đầu tiên của đế quốc mới là tái thâu tóm lãnh địa của người Môn. Hàng ngàn người Môn bỏ chạy sang Ayutthaya. Để đảm bảo bình định triệt để người Môn, các vua Konbaung đã không ngại tấn công sang cả Ayutthaya. Tóm lại, mỗi khi người Môn tìm cách giành hoặc giữ độc lập với sự trợ giúp của Ayutthaya, hai mandala của Ayutthaya và Myanmar có sự chồng chéo.
Môn không phải là nhân tố duy nhất gây xung đột giữa hai mandala. Một số nhà nước của người Thái (Lan Na), Lào (Lan Xang, và tam quốc Lào thế kỷ 18), những nhà nước có chung biên giới với cả Myanmar và Ayutthaya, cũng là các đối tượng được các vua của hai nước này tham vọng đưa vào mandala của mình. Cuối thế kỷ 14, Ayutthaya bành trướng lên phía bắc, và tham vọng đưa Lan Na vào mandala của mình. Tuy nhiên, hoàng tộc Lan Na lại có quan hệ hôn nhân với hoàng tộc của một số nhà nước Shan và Lan Xang. Còn các nhà nước Shan lại nằm trong mandala của Myanmar. Điều này dẫn tới xung đột giữa hai mandala. Khi mandala của Lan Xang suy yếu từ thế kỷ 16. Chính Lan Xang lại trở thành đối tượng bị hai mandala của Ayutthaya và Myanmar muốn biến thành chư hầu. Việc Lan Xang cầu viện Ayutthaya để chống lại Myanmar thời Taungoo cũng là nguyên nhân xung đột.

### Quốc phòng
Cơ cấu lãnh thổ của Myanmar bao gồm: 1) phần trung tâm là phần lưu vực quanh trung lưu sông Ayeyarwaddy, hay địa bàn cư trú của người Miến; và 2) phần bao quanh là nơi các sắc tộc khác cư trú là chính. Ở phía bắc, đông và đông bắc là các lãnh địa của người Shan. Ở phía đông nam và nam là lãnh địa của người Môn. Ở phía tây nam và tây là lãnh địa của người Rakhine. Cơ cấu lãnh thổ như vậy là khá mong manh đối với người Miến, vì mỗi khi các triều đình của người Miến suy yếu, các sắc tộc ở địa bàn xung quanh có khuynh hướng trỗi dậy và tấn công vào lãnh địa của người Miến. Bản thân lãnh địa của người Miến vài thế kỷ đầu công nguyên vốn là của người Pyu. Người Miến từ phía bắc di cư xuống và chiếm cứ từ khoảng thế kỷ 6. Người Shan từ thế kỷ 13, sau khi đế quốc đầu tiên của người Miến bị quân Nguyên Mông đánh đổ, nổi lên như là một thế lực người thiểu số đe dọa sự ổn định của quốc gia do người Miến là sắc tộc đa số. Người Shan đã nhiều lần tấn công địa bàn cư trú của người Miến. Triều Ava thực chất là triều đình của những người Shan đã Miến hóa. Người Shan khá gần gũi với Ayutthaya về mặt chủng tộc (cùng là các tộc người Thái). Do đó, người Miến xem Ayutthaya là nhân tố bên ngoài gây mất ổn định cho an ninh của mình. Và điều này được người Miến giải quyết bằng chiến tranh.

### Kinh tế
Thương mại quốc tế bằng đường biển giữa Trung Quốc với Ấn Độ, thế giới Ả Rập và châu Âu phát triển mạnh từ thế kỷ 16. Điều này khiến cho lợi thế vị trí địa lý của bán đảo Mã Lai càng được nâng cao. Trong khi eo biển Malacca vẫn tiếp tục bị các dân tộc Đông Nam Á hải đảo kiểm soát, thì eo đất Kra kẹp giữa vịnh Martaban và vịnh Thái Lan trở thành nơi tranh giành của hai nhà nước hùng mạnh sát nó là Ayutthaya và Myanmar. Từ cuối thế kỷ 15 đầu thế kỷ 16, cả Ayutthaya lẫn Myanmar đều cố gắng tăng cường khả năng kiểm soát của mình đối với các cảng ở bờ biển Tenasserim, nhất là các cảng Tavoy (Dawei), Mergui (Myeik) và Tenasserim. Autthaya đã cố gắng bành trướng xuống bán đảo và điều này ảnh hưởng đến quyền lợi của Myanmar. Vì vậy, chiến tranh giữa hai nước nổ ra.
Bên cạnh đường biển, thương mại bằng đường trên đất liền cũng được đẩy mạnh. Một tuyến nối Trung Quốc với thế giới phía tây là đi qua Vân Nam xuống phía nam rồi sang phía tây. Những nhà nước nhỏ ở trên tuyến giao thông này, trong đó có Lan Na như là một đầu mối trung tâm, trở thành đối tượng được cả Ayutthaya và Myanmar muốn chi phối. Đây cũng có thể là nguyên nhân chiến tranh.

## Các lần xung đột

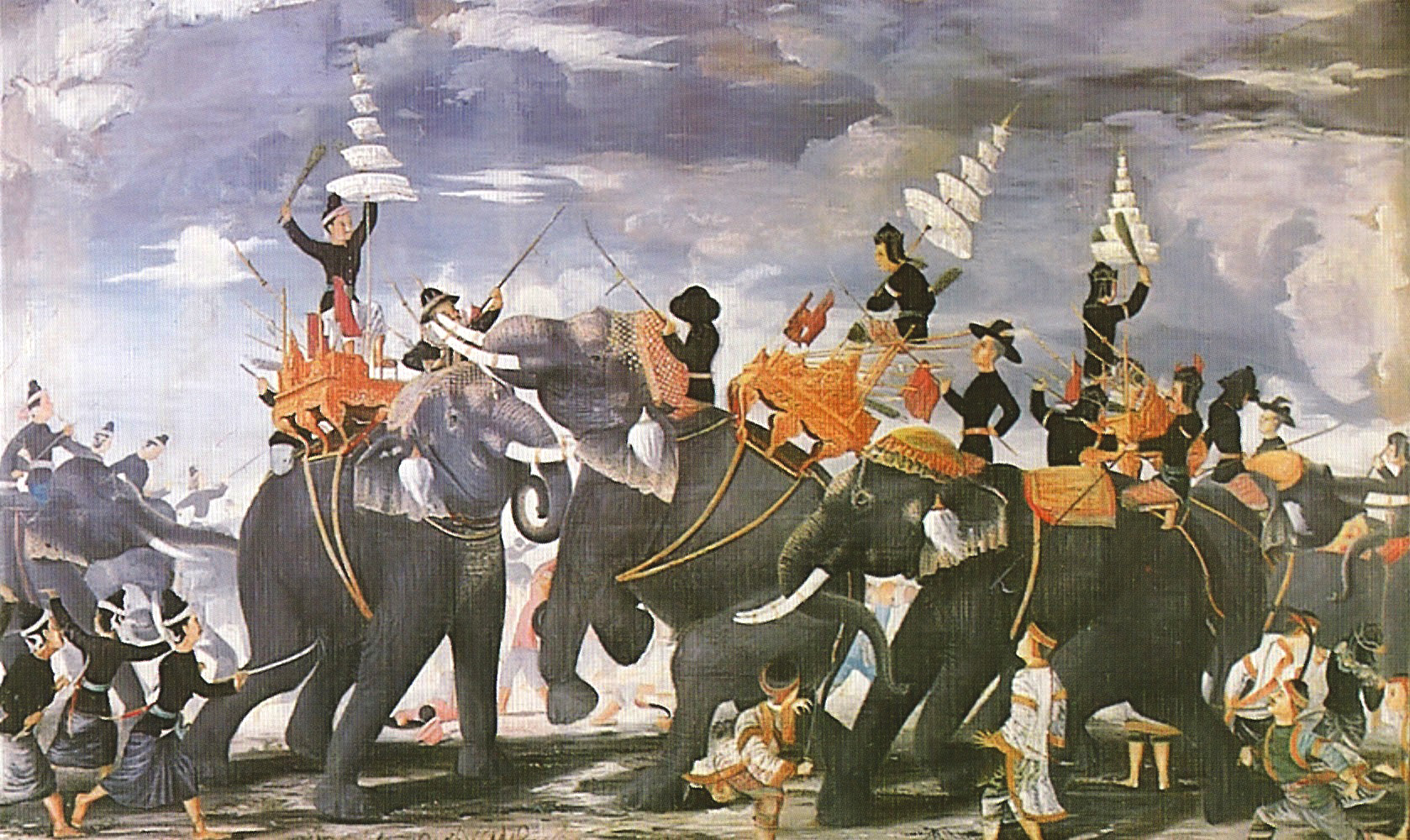
Tranh vẽ một cảnh giao chiến giữa quân Ayutthaya và quân Myanmar trong lần thứ nhất.

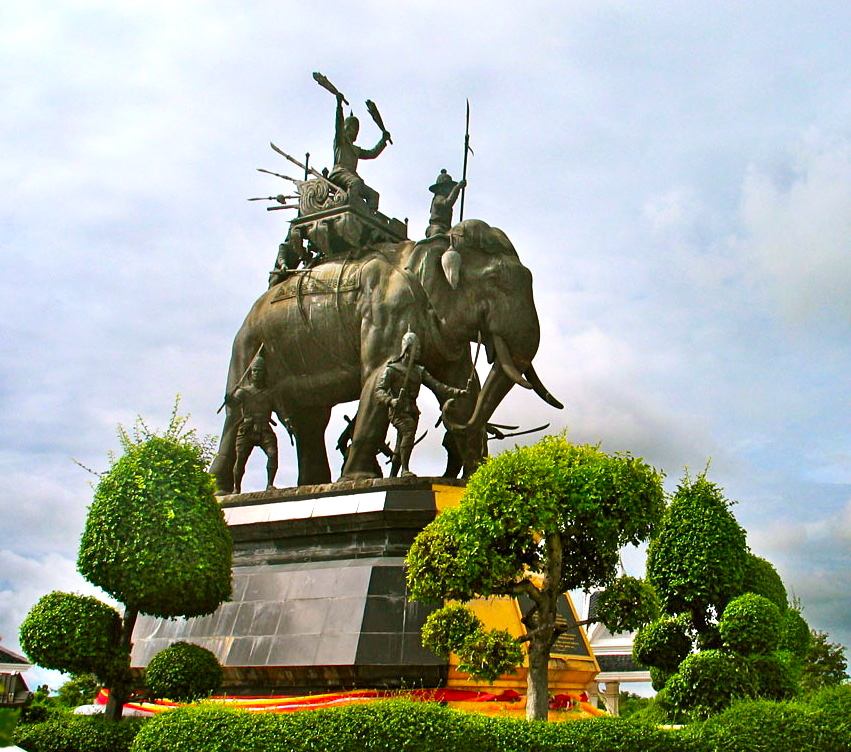
Đài tưởng niệm Hoàng hậu Suriyothai ở tỉnh Ayutthaya, người đã hy sinh trong chiến đấu chống quân Myanmar

Giữa hai nước xảy ra tám lần chiến tranh quy mô lớn. Ngoài ra còn một số xung đột nhỏ ở Lan Na và Lào. Ở cuộc chiến lần thứ bảy và thứ tám, thực ra nhà nước Ayutthaya đã không còn; và phía bên nhà nước của người Thái là Vương quốc Rattanakosin (hay Xiêm).

### Lần thứ nhất (1538-1549)
Năm 1538, Vua Myanmar Tabinshwehti khi đánh người Môn để thống nhất Myanmar đã tấn công sang tận lãnh thổ Ayutthaya, tại Chiang Kran ngày nay. Tuy nhiên, quân Ayutthaya đã sớm chiếm lại Chiang Kran.
Nhân cơ hội Myanmar bận chinh chiến ở Arakan, Ayutthaya đã tấn công xuống cảng thị Tavoy (Dawei, Myanmar ngày nay) ở bờ biển Tenasserim. Vua Tabinshwehti ra lệnh cho chúa Martaban đẩy lui người Thái khỏi Tavoy. Năm 1548, Myanmar chuẩn bị đánh Ayutthaya để trả đũa. Quân Myanmar chiếm vùng của người Môn ở biên giới, sau đó, đầu năm 1549, họ tràn sang Ayutthaya, đánh vào tận kinh đô của nước này. Hai tháng vây hãm không hạ được kinh thành Ayutthaya, quân Myanmar phải rút về.

### Lần thứ hai (1564-1569)
Vua Bayinnaung kế vị vua Tabinshwehti. Đời sau đánh giá ông là vị vua vĩ đại nhất trong các vị vua Myanmar. Dưới sự lãnh đạo của ông, Myanmar đã chinh đông chiến tây, bá chủ khắp cả nửa phía tây của lục địa Đông Nam Á. Sau khi khuất phục các nhà nước của người Shan và đưa họ vĩnh viễn vào hệ thống hành chính của Myanmar, Bayinnaung quyết định chinh phạt Lan Na, nhà nước của người Thái Yuan.
Ayutthaya cũng có tham vọng chinh phạt Lan Na. Nhân cơ hội triều đình Lan Na rối loạn vì vua mất mà không có con trai kế vị dẫn tới tranh chấp trong hoàng tộc, Ayutthaya đã từng bắc tiến chiếm Lan Na nhưng bị Lan Xang dưới sự cai trị của Phothisarat, đồng minh của Lan Na đẩy lui. Lan Na sau đó thành chư hầu của Lan Xang. Khi Myanmar chiếm Lan Na, Vua Setthathirath tài ba của Lan Xang đã quyết định liên minh với Ayutthaya để chống lại sự bành trướng của người Miến.
Năm 1563, Bayinnaung tiến hành một chiến dịch quân sự lớn nhằm vào chính Ayutthaya, chiếm được kinh đô của nước này vào năm 1569 mặc dù người Thái không ngừng kháng cự ở khắp nơi. Trong thực tế, Ayutthaya đã bị khuất phục thành một chư hầu của Myanmar, và hàng ngàn người Thái đã bị bắt đem về Myanmar, gồm cả các hoàng tử Naresuan và Ekathotsarot.

### Lần thứ ba (1584-1594)
Sau khi Vua Bayinnaung của Myanmar qua đời, các xứ mà ông từng khuất phục lần lượt nổi dậy giành độc lập, trước tiên là Ayutthaya. Đầu thập niên 1580, quân Ayutthaya dưới sự chỉ huy của Thái tử Naresuan còn tranh thủ thời cơ vua Myanmar là Nanda Bayin đang bận bịu tái chinh phục các xứ nổi dậy mà tấn công vào kinh đô Pegu của Myanmar, khiến Nanda Bayin phải vội vã trở về phòng thủ. Người Thái rút lui, trên đường về còn nhân tiện cướp phá các xứ người Môn.
Năm 1584, quân Myanmar dưới sự chỉ huy của Thái tử Mingyi Swa sang đánh trả Ayutthaya nhưng thất bại.
Năm 1586, đích thân Vua Nanda Bayin dẫn quân đánh Ayutthaya. Quân Myanmar vây hãm kinh đô của người Thái suốt 5 tháng trời mà không hạ được thành, đành rút về và bị quân Ayutthaya phản công trên đường.
Năm 1590, Nanda Bayin và Mingyi Swa lại quay lại đánh Ayutthaya mà vẫn không thắng.
Năm 1592, quân Myanmar huy động lực lượng lớn hơn sang đánh Ayutthaya. Mingyi Swa bị đối phương giết chết. Quân Myanmar rút lui lần nữa.
Năm 1594, Naresuan với sự giúp đỡ của người Môn đã sang Myanmar và đánh vào kinh đô Pegu, nhưng mau chóng rút lui vì vấp phải sự kháng cự mãnh liệt của các cánh quân người Miến từ Prome (thị trấn Pyay, bang Bago, Myanmar ngày nay) và Taungoo.

### Lần thứ tư (1759-1760)
Khi Vua Alaungpaya nhà Konbaung bình định xứ sở Hanthawaddy Phục hưng, một lượng lớn quân và dân người Môn bỏ chạy sang Ayutthaya. Và, Ayutthaya trở thành mục tiêu tấn công tiếp theo của Myanmar. Cuối năm 1759, Alaungpaya đích thân cầm quân tấn công tới tận kinh đô Ayutthaya và vây hãm thành phố. Tuy nhiên, trong một lần quan sát quân đội nhồi thuốc súng vào đại bác, thuốc súng phát nổ làm Alaungpaya trọng thương. Quân Myanmar phải rút lui; Alaungpaya chết trên đường về.

### Lần thứ năm (1764-1767)

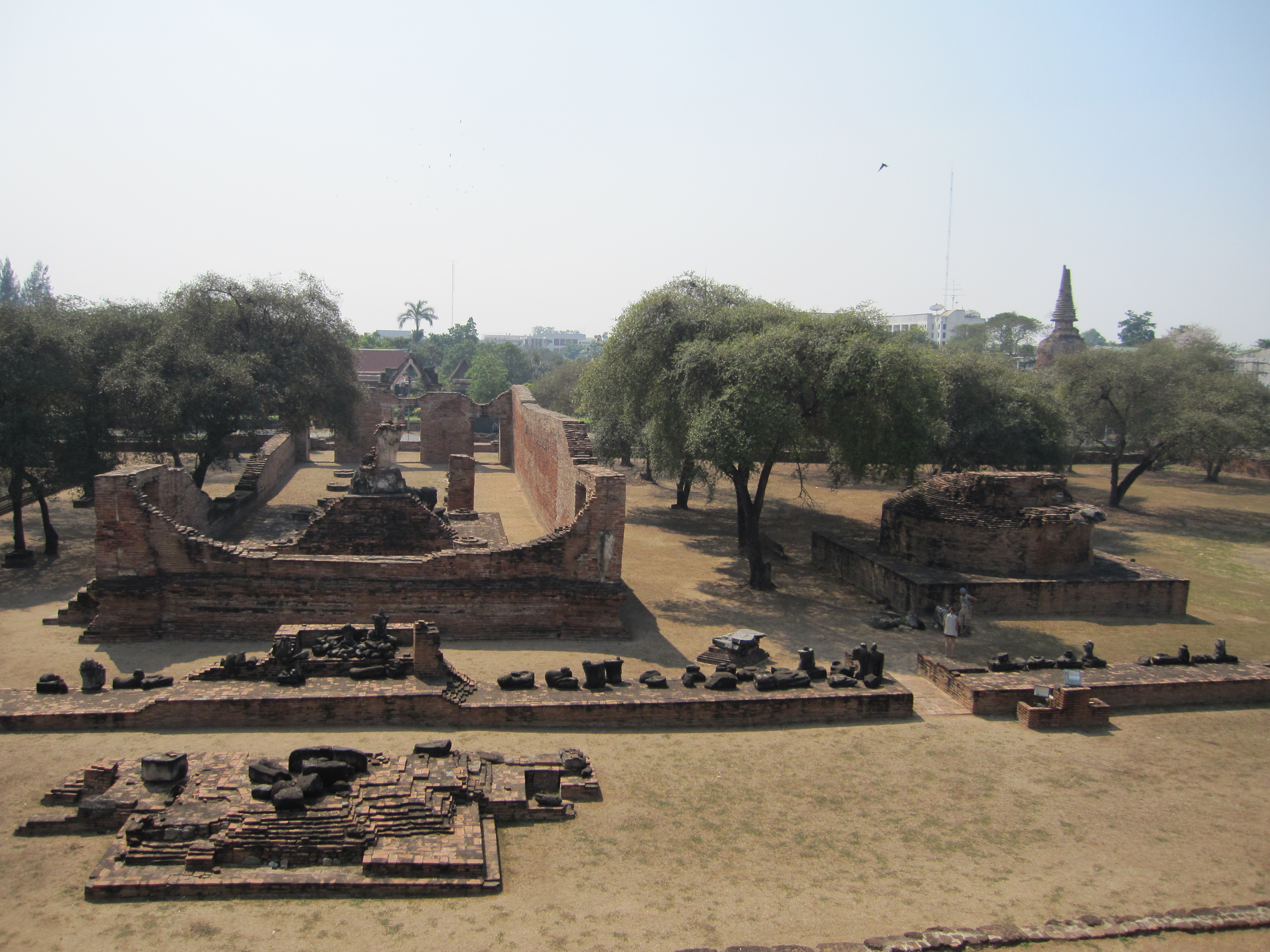
Kinh đô Ayutthaya bị quân Myanmar triệt phá.

Năm 1763, tổng đốc xứ Tenasserim làm phản chống lại vua mới của Myanmar là Hsinbyushin. Cuộc làm phản này mau chóng bị dập tắt và vị tổng đốc trên bỏ chạy sang Ayutthaya. Người Myanmar đòi Ayutthaya giao nộp kẻ phản loạn, nhưng được trả lời là không hề che chở người này. Quân Myanmar liền tràn qua biên giới sang Ayutthaya. Sau một vài cuộc giao chiến nhỏ ở vùng biên giới, chiến tranh leo thang thành quy mô lớn. Năm 1764, quân Myanmar chia làm hai đạo quân, một đánh vào Ayutthaya từ phía bắc, một đánh vào từ phía nam, và hợp vây, chiếm được, và triệt phá kinh đô Ayutthaya. Tuy nhiên, có tin quân Thanh tập trung đông ở biên giới phía bắc, nên vào năm 1767, quân Myanmar rút về.
Xem thêm Hsinbyushin, Ne Myo Thihapate, Maha Nawrahta.

### Lần thứ sáu (1775–1776)
Năm 1774, một số thủ lĩnh bản xứ người Lan Na đào tẩu sang Ayutthaya để cầu viện binh về đánh đuổi người Miến đang đô hộ Lan Na. Vua Hsinbyushin đã sai Maha Thiha Thura và Ne Myo Thihapate đem quân đánh vào Ayutthaya. Tuy nhiên, Taksin và Chakri đã chỉ huy người Thái chống trả quyết liệt; và quân Myanmar bị sa lầy. Trong một trận đánh giữa hai bên do Maha Thiha Thura và Chakri chỉ huy, tuy quân Myanmar thắng, nhưng Chakri vẫn được Maha Thiha Thura thán phục và dự đoán người này sau sẽ thành vua. Khi vua Hsinbyushin qua đời, Maha Thiha Thura rút quân về nước.
Xem thêm Maha Thiha Thura, Taksin, Chakri.

### Lần thứ bảy (1785-1786)

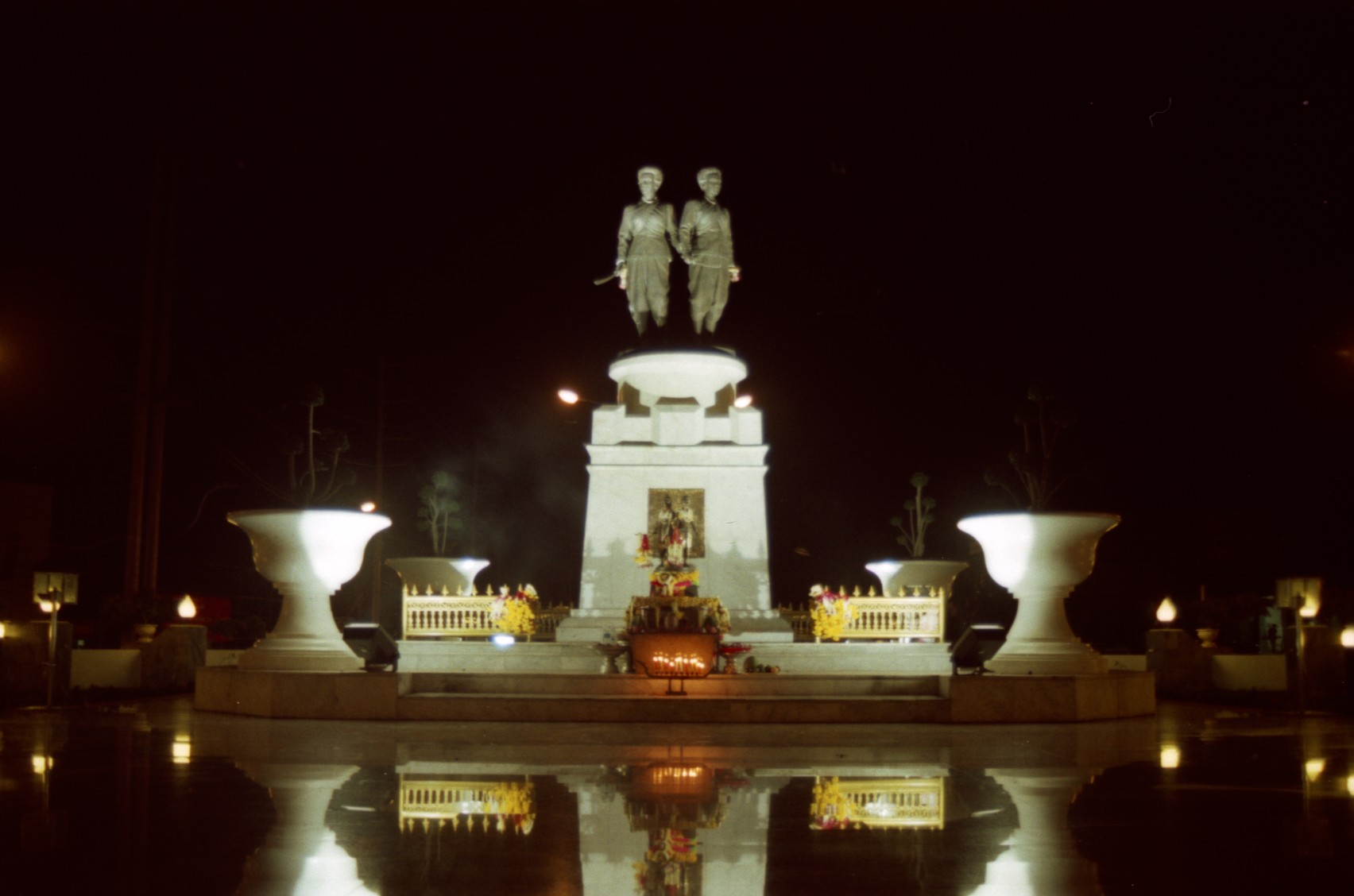
Tượng đài (ở thành phố Phuket) để tưởng niệm hai chị em Chan và Mook đã có công lãnh đạo nhân dân kháng cự quân Myanmar ở huyện Thalang.

Năm 1785, quân Myanmar huy động 9 đạo quân tiến đánh Xiêm từ hai ngả bắc xuống và nam lên. Tuy nhiên, các đạo quân Myanmar đã bị các đơn vị quân Xiêm đánh trả dữ dội, và buộc phải rút lui.
Tháng 2 năm 1786, vua Bodawpaya của triều đại Miến Điện Konbaung lại sang đánh lần nữa. Lần này, ông không chia quân mà thay vào đó thành một đội quân duy nhất. Bodawpaya hành quân đi qua đèo Ba Chùa (Dan Chedi Sam Ong) đến Tha Din Daeng (thuộc tỉnh Kanchanaburi hiện nay).
Phrabat Somdej Phra Buddha Yotfa Chulaloke (Sử nhà Nguyễn gọi là Chất Tri 質知, "Chakri") Phật Vương nước Xiêm nghe tin quyết định cất quân đi đánh quân Miến Điện. Phật Vương hỏi ý kiến Nguyễn Ánh kế hoạch chiến đấu.
Nguyễn Ánh liền nói "Từ Diến Điện (tức Miến Điện) đến đây đường đi ngàn dặm, vận tải quân lương, công tình cũng đã khó nhọc, tôi giúp sức cho, đánh cho gấp thời chắc được". Phật Vương liền cho Maha Sura Singhanat (Sử nhà Nguyễn gọi là Sô Si, 芻癡, "Surasi") tức Nhị Vương mang binh tiến đến Tha Din Daeng (Sử nhà Nguyễn gọi là Sài Nặc, tức Sai Yok) nghênh đón quân Miến Điện. Nguyễn Ánh thân chinh theo quân Xiêm ra chiến trận.
Hai đội quân gặp nhau tại Tha Din Daeng. Đại chiến nổ ra.
Nguyễn Ánh sai hai viên tướng tài của ông là Lê Văn Quân, Nguyễn Văn Thành đi tiên phong, lấy ống phun lửa ra đánh, binh Miến Điện sợ chạy, chết không kể xiết, bắt sống đến 500 người. Quân Miến Điện nhanh chóng bị đánh bại. Vua Bodawpaya nhanh chóng rút quân về nước.
Xem thêm: Bodawpaya, Thado Minsaw, Rama I, Rama II, Anurak Devesh, Maha Senanurak, Thao Thep Kasattri và Thao Sri Sunthon.

### Lần thứ tám (1792)
Năm 1792, quân Xiêm đánh vào vùng Tenasserim của Myanmar, nhưng bị quân Myanmar dưới sự chỉ huy của Thái tử Thado Minsaw đẩy lui.